# 2015년 런던 영화 비평가 협회상
제36회 런던 영화 비평가 협회상은 2016년 1월 17일에 열린 시상식이다.

## 수상 및 후보

### 작품상
- 매드맥스: 분노의 도로 - 조지 밀러 수상
- 45년 후 - 앤드류 헤이
- 에이미 - 아시프 카파디아
- 캐롤 - 토드 헤인즈
- 인사이드 아웃 - 피트 닥터
- 침묵의 시선 - 조슈아 오펜하이머
- 마션 - 리들리 스콧
- 레버넌트: 죽음에서 돌아온 자 - 알레한드로 곤잘레스 이냐리투
- 룸 - 레니 에이브러햄슨
- 스포트라이트 - 토마스 맥카시

### 외국어영화상
- 침묵의 시선 - 조슈아 오펜하이머 수상
- 에덴: 로스트 인 뮤직 - 미아 한센-러브
- 하드 투 비 어 갓 - 알렉세이 게르만
- 가구야공주 이야기 - 다카하타 이사오
- 트라이브 - 미로슬라브 슬라보슈비츠키

### 다큐멘터리 작품상
- 에이미 - 아시프 카파디아 수상
- 고잉 클리어: 사이언톨로지 앤 더 프리즌 오브 빌리프 - 알렉스 기브니
- 침묵의 시선 - 조슈아 오펜하이머
- 팔리오 - 코시마 스펜더
- 어 시리안 러브 스토리 - 숀 맥앨리스터

### 감독상
- 매드맥스: 분노의 도로 - 조지 밀러 수상
- 45년 후 - 앤드류 헤이
- 캐롤 - 토드 헤인즈
- 레버넌트: 죽음에서 돌아온 자 - 알레한드로 곤잘레스 이냐리투
- 마션 - 리들리 스콧

### 작가상
- 스포트라이트 - 토마스 맥카시 외 1명 수상
- 룸 - 엠마 도노휴
- 브루클린 - 닉 혼비
- 캐롤 - 필리스 나지
- 스티브 잡스 - 아론 소킨

### 여우주연상
- 45년 후 - 샬롯 램플링 수상
- 캐롤 - 케이트 블란쳇
- 룸 - 브리 라슨
- 캐롤 - 루니 마라
- 브루클린 - 시얼샤 로넌

### 남우주연상
- 45년 후 - 톰 커트니 수상
- 러브 앤 머시 - 폴 다노
- 레버넌트: 죽음에서 돌아온 자 - 레오나르도 디카프리오
- 스티브 잡스 - 마이클 패스벤더
- 레전드 - 톰 하디

### 여우조연상
- 스티브 잡스 - 케이트 윈슬렛 수상
- 더 랍스터 - 올리비아 콜맨
- 클라우즈 오브 실스마리아 - 크리스틴 스튜어트
- 나를 미치게 하는 여자 - 틸다 스윈튼
- 엑스 마키나 - 알리시아 비칸데르

### 남우조연상
- 스파이 브릿지 - 마크 라이런스 수상
- 시카리오: 암살자의 도시 - 베니시오 델 토로
- 레버넌트: 죽음에서 돌아온 자 - 톰 하디
- 엑스 마키나 - 오스카 아이삭
- 스포트라이트 - 마이클 키튼

### 영국작품상
- 45년 후 - 앤드류 헤이 수상
- 에이미 - 아시프 카파디아
- 브루클린 - 존 크로울리
- 더 랍스터 - 요르고스 란티모스
- 런던 로드 - 루퍼스 노리스

### 영국여우주연상
- 브루클린 외 1편 - 시얼샤 로넌 수상
- 시카리오: 암살자의 도시 - 에밀리 블런트
- 성난 군중으로부터 멀리 외 1편 - 캐리 멀리건
- 45년 후 외 1편 - 샬롯 램플링
- 스티브 잡스 외 2편 - 케이트 윈슬렛

### 영국남우주연상
- 매드맥스: 분노의 도로 외 3편 - 톰 하디 수상
- 킹스맨 : 시크릿 에이전트 외 1편 - 마이클 케인
- 비스트 오브 노 네이션 외 1편 - 이드리스 엘바
- 더 랍스터 외 1편 - 콜린 파렐
- 스티브 잡스 - 마이클 패스벤더

### 영국필름메이커상
- 슬로우 웨스트 - 존 맥클린 수상
- 라지에이터 - 톰 브로운
- 숀더쉽 - 마크 버튼 외 1명
- 룸 - 엠마 도노휴
- 엑스 마키나 - 알렉스 가랜드

### 영국아역상
- 폴링 - 메이지 윌리암스 수상
- 네이든 - 아사 버터필드
- 로봇 오버로드 외 1편 - 마일로 파커
- 폴링 - 플로렌스 퓨
- 더 굽 - 리암 월폴

### 영국단편영화상
- 말더듬이 - 벤자민 클리어리 수상
- 디렉티드 바이 트위디 - 던칸 코울스
- 레이디 - 시몬 메사 소토
- 오버 - 요른 스릴펄
- 레이트 미 - 파이잘 볼리파

### 기술공헌상
- 캐롤 - 에드워드 래크먼 수상
- 캐롤 - 카터 버웰
- 미션 임파서블: 로그네이션 - 웨이드 이스트우드
- 매드맥스: 분노의 도로 - 콜린 깁슨
- 스티브 잡스 - 엘리어트 그레이엄
- 시카리오: 암살자의 도시 - 톰 오자니치
- 신데렐라 - 샌디 포웰
- 매드맥스: 분노의 도로 - 존 세일
- 맥베스 - 마르쿠스 스템러
- 엑스 마키나 - 앤드류 화이트허스트

### 딜리스 파웰상
- 케네스 브래너 수상